# Dasiops borealis
Dasiops borealis är en tvåvingeart som beskrevs av Mcalpine 1964. Dasiops borealis ingår i släktet Dasiops och familjen stjärtflugor. Inga underarter finns listade i Catalogue of Life.